# Helge Gustafsson
Bror Helge Gustafsson (Ervalla, 1900. január 16. – Örebro, 1981. október 5.) olimpiai bajnok svéd tornász.
Az 1920. évi nyári olimpiai játékokon indult tornában és a svéd rendszerű csapat összetettben aranyérmes lett.
Klubcsapata a Karolinska Läroverkets IF volt.